# Coccosteus
 Coccosteus  ist eine Gattung der ausgestorbenen Placodermi („Panzerfische“) aus dem Devon von vor etwa 390 bis 360 Millionen Jahren. Er erreichte etwa 40 Zentimeter Länge und war auf dem Gebiet des heutigen Europa und Nordamerika verbreitet. Coccosteus lebte räuberisch oder aasfressend auf dem Meeresboden. Das Tier besaß einen stromlinienförmigen, schuppenlosen Körper, paarige Flossen auf der Rumpfseite, eine kräftige Schwanzflosse und sogar eine stabilisierende Rückenflosse. Dies alles deutet darauf hin, dass Coccosteus ein guter Schwimmer war.
Wahrscheinlich war er auch ein aktiver Jäger, denn er besaß ein Gelenksystem, das ihm ermöglichte, den Kopf hochzudrehen um Beutetiere zu erwischen. Darüber hinaus waren seine Kiefer schon relativ lang, sodass er auch größere Beute verschlingen konnte.

## Arten
- C. carbonarius
- C. decipiens
- C. disjectus
- C. hercynius
- C. macromus
- C. minor[1]